# 기린자리 알파
기린자리 알파는 기린자리 방향에 있는 청색 초거성이다. 이 별까지의 거리는 약 6,000 광년으로 맨눈으로 보이는 밤하늘 별자리 구성원 중에서는 지구와 아주 멀리 떨어져 있다. 초기 연구에서 알파 본체는 분광쌍성으로 예측되었으나 후속연구에서 태양과 같은 단독성임이 밝혀졌다. 알파는 광구의 밝기가 불규칙하게 변하는 변광성이며, 우주공간을 초음속으로 움직이는 폭주성으로 주변에 보우 쇼크 구조를 형성하고 있다.

## 특징
겉보기 등급은 4.301이다. 바이어 명명법 알파 이름과는 달리 기린자리에서 기린자리 베타, 기린자리 CS에 이어 세 번째로 밝다. 밤하늘 별자리를 구성하는 어느 정도 밝은 별들 중 기린자리 알파는 지구로부터 매우 멀리 떨어져 있는데 그 거리는 대략 6,000 광년이다.
분광형은 O9.5Iae로 'Ia'는 초거성, O9.5는 매우 뜨겁고 밝은 O형 항성, 'e'는 스펙트럼에 방출선이 나타남을 뜻한다. 질량은 태양의 43배나 되며 반지름은 태양의 37배 정도이다. 별의 표면온도는 27,700 켈빈으로 태양의 5,778 켈빈보다 다섯 배가량 더 뜨거워 맨눈으로 볼 때 푸른 빛을 뿜는 것처럼 보인다. 광도는 태양의 68만 배 정도이며 엑스선을 약하게 방출한다.
밝기변화 주기 여러 개가 이 별에서 나타나는데, 비방사 맥동변광성으로 보인다. 이는 별의 광구에서 방출되는 빛의 스펙트럼에 변화를 일으킨다. 가시광선 스펙트럼상 흡수선에 시선속도 변화가 나타나는데 그 주기는 불확실하여 0.36 ~ 2.93 일로 다양하다. 별에서 나오는 항성풍은 격렬하고 지속적이다. 이 별은 빠르게 항성풍 형태로 질량을 잃고 있는데 그 속도는 1년에 태양질량의 약 6.3 × 10−6 배이다. 다르게 표현하면 기린자리 알파는 16만 년에 태양 하나만큼의 질량을 우주로 내보내고 있는 셈이다.
1968년 관측에서는 분광쌍성으로 분류되었으며 계를 이루는 두 별은 질량 중심을 3.68일 주기로 1회 공전하고 있으며 공전궤도 이심률은 0.45라고 예상했다. 후속연구에서는 공전 주기를 3.24일로 고쳤다. 그러나 2006년 관측에서 스펙트럼상 변화는 항성풍 또는 항성 대기의 변화로 생긴 결과로 보았다. 따라서 알파는 쌍성이 아니라 홑별일 가능성이 높다. 할레아칼라 천문대 3.67 미터 고급전자광학체제망원경으로 스페클 간섭계 관측을 했으나 짝별을 분리해 내는 데 실패했다.
1961년 기린자리 알파의 고유운동으로부터 우주속도가 초당 30 킬로미터를 넘는다는 가정이 세워졌는데 알파는 NGC 1502 성단으로부터 내쳐져 나온 도주성으로 보인다. 100만 년동안 알파는 밤하늘에서 1.4도밖에 이동하지 않은 것으로 보인다. 성협 기린자리 OB1을 이 별의 고향으로 보는 시각이 있었으나 후속관측 결과 가능성이 떨어지는 것으로 나왔다.
알파별은 우주공간을 1초에 680 ~ 4,200 킬로미터 속도로 빠르게 움직이고 있다. 이처럼 성간물질 사이를 초음속으로 움직이는 천체는 램 압력 때문에 자신이 내뿜는 항성풍을 활 모양의 충격파 구조로 만든다. 이 충격파는 적외선 망원경으로 관측하면 볼 수 있다. 최근 NASA 광각적외선 서베이 익스플로러(WISE)가 알파 주위의 충격파 구조를 사진으로 찍은바 있다.

## 동아시아권 명칭
동아시아에서 이 별은 용자리 알파, 용자리 카파, 용자리 람다, 큰곰자리 24, 기린자리 43, 기린자리 BK와 함께 자미우원(紫微右垣)의 구성원이다. 따라서 별자리 내 알파의 고유명칭은 자미우원육(紫微右垣六, 자미우원의 여섯 번째 별)이며 소위(少衛, 황제의 서열 2위 근위병)를 상징한다.